# Montgomery Clift
Montgomery Clift, (Omaha, Nebraska, 1920. október 17. – New York, 1966. július 23.) amerikai színész.

## Fiatalkora
1920. október 17-én született a nebraskai Omahában William Brooks Clift és Ethel Fogg Anderson fiaként. Cliftnek volt egy ikertestvére Roberta és egy bátyja William Jr.
Édesanyja úgy nevelte testvéreivel, mintha arisztokraták lettek volna. Jóhírű magántanárok látogatták őket, rendszeresen iskolába a tizenéves korukig nem is jártak. Az átállás nehéz volt, különösen Montgomery számára, az iskolai teljesítménye elmaradt húga és bátyja mögött.
A második világháború alatt a katonai szolgálattól eltanácsolták allergiája és vastagbélgyulladása miatt.

## Pályafutása

### Korai karrierje
Már 15 éves korában fellépett a Broadwayen, ahol tíz sikeres évet töltött el, mielőtt Hollywoodba költözött volna. Első mozifilmjes szerepét John Wayne oldalán játszotta a Vörös folyó-ban, amit 1946-ban forgattak Howard Hawks rendezésében, de csak két évvel később mutattak be. Második produkciója a The Search volt, melynek a forgatókönyvének a minőségével Clift elégedetlen volt, és nagy részét átírta. Később a forgatókönyvet az Amerikai Filmakadémia Oscar-díjra jelölte, de a nominálást az eredeti forgatókönyvírók kapták. Igaz Clift színészi teljesítménye nem maradt elismerés nélkül, mert őt a "legjobb férfi főszereplő" kategóriájában jelölték.
Következő filmje Az örökösnő (1949) volt. A forgatókönyvvel most sem volt elégedett, a barátainak azt mondta, hogy a partnere Olivia de Havilland szövegét akarta lecserélni, mert "nem hagy elég időt, hogy reagáljak rá". A stáb nagy részével sem jött ki, bírálta De Havillandot, mondván, hogy hagyja, hogy a rendező William Wyler átszabja az egész alakítását. Még a film bemutatója előtt a Paramount Pictures szexbálványként állította be Cliftet, aminek hatására hatalmas női rajongótábora lett. Olivia de Havillandot dühös levelek tömege árasztotta el, amiért karaktere a film zárójelenetében elutasítja a Clift által megformált karaktert. Clift a teljesítményével elégedetlen volt, a film premiervetítésének elején korán távozott a moziból.
Karrierjében ezután A légihíd következett, amit ugyan a kritikusok elismertek, de anyagi szempontból megbukott. Clift készen állt, hogy eljátssza az Alkony sugárút főszerepét - amit kimondottan rá írtak - de az utolsó pillanatban visszamondta, mert túl sok közös vonást fedezett fel a filmbeli karakter és saját élete között.

### A csúcson
Az '50-es évekbe lépve Clift Hollywood legkeresettebb férfi színésze lett, közvetlen vetélytársa csak Marlon Brando volt. Elizabeth Taylor szerint "Monty a világ legnagyobb sztárja lehetett volna, ha több filmben játszik." (Clift hírhedten válogatós volt az ajánlatok között). Az Egy hely a nap alatt (1951) című drámában alakítja az egyik legikonikusabb szerepét. A Paramount Hollywood két legnagyobb fiatal sztárját (Clift - Elizabeth Taylor) szemelte ki a főszerepre, és a produkció kasszasikere csak tovább erősítette a szexszimbólum státuszukat.

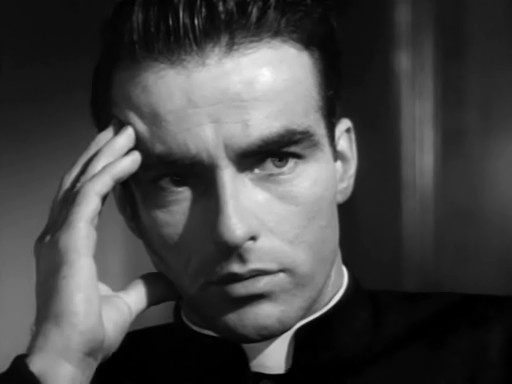
Clift a Meggyónomban

Filmbeli alakítása a method színjátszás egyik jellegzetes példájának is tekinthető. A karakterének volt börtönjelenete, ezért Clift eltöltött egy éjszakát egy igazi állami börtönben. Elutasította a rendező George Stevens azon javaslatát is, hogy karaktere csináljon "valami szokatlant" mialatt a villamosszék felé halad, ehelyett teljesen természetes, lesújtott arckifejezéssel sétál a halálba. Fő vetélytársát, Marlon Brandót annyira lenyűgözte az alakítása, hogy az Akadémia bizottságában rá szavazott, mint Oscar-jelöltre legjobb férfi főszereplő kategóriában - Clift is Brandóra szavazott a A vágy villamosában - de végül az aranyszobrot Humphrey Bogart nyerte az Afrika királynőjével. Az Egy hely a nap alatt Charlie Chaplin szerint "a legjobb mozi, amit Amerikáról csináltak". A film hatására a média arról kezdett el pletykálni, hogy Clift és Taylor között a való életben is románc szövődött. "Hollywood legszebb párjaként" emlegették őket.
1953-ban Alfred Hitchcock osztott rá főszerepet a Meggyónom című thrillerjében, melyben egy katolikus papot formált meg. A method színjátszás hagyományait követve Clift átmenetileg egy templomban élt papokkal. A produkció végül nem lett sikeres, ami annak is volt betudható, hogy Clift katolikus pap karaktere romantikus kapcsolatba kerül egy nővel.
A csúcsra vitathatatlanul a Most és mindörökkével került. Robert E. Prewitt karakterén kivételesen keményen dolgozott. A filmbeli Prewitt csak akkor volt képes kifejezni érzelmeit, ha kürtön játszott. Ezért Clift is megtanult a hangszeren játszani, annak ellenére, hogy tudta, hogy hivatásos zenész sosem lesz belőle, mindenesetre az ajkak helyes mozgatását el akarta sajátítani. Prewitt halálának jelenetét annyira élethűen játszotta el, hogy a stáb több tagja elsírta magát. A partnere Burt Lancaster annyira ideges volt eleinte, attól tartván, hogy Clift le fogja játszani, hogy első közös jelenetükben remegett. Alakításért harmadszorra is Oscarra jelölték legjobb férfi főszereplő kategóriában, de az Akadémia William Holdent díjazta A 17-es fogolytáborért, amin még maga Holden is meglepődött. Clift nem volt túl népszerű a hollywoodi elit körében, mert életvitelét másképp alakította (nem tárta ki a magánéletét, kerülte a nagy filmes premiereket és fogadásokat, nem szívesen adott interjúkat és Los Angelesen kívül élt). Cliftet állítólag teljesen lesújtotta, hogy az Akadémia nem díjazta, igaz a producerek egy tiszteletbeli kis aranykürtöt küldtek neki, amit élete végéig nagy becsben tartott.

### Autóbalesete
1956. május 12-én a Raintree County című produkció forgatása alatt egy súlyos autóbalesetet szenvedett, amikor járművével egy telefonoszlopnak ütközött egy vacsoraparti után filmbeli partnerével, Elizabeth Taylorral és annak férjével, Michael Wildinggel. Egy szemtanú szerint Taylor sietett a sérült Clifthez, és kihúzta a lenyelt nyelvét, nehogy megfulladjon. Clift orr- és álltörést szenvedett, emellett olyan további arcsérüléseket, hogy plasztikai műtétre szorult.
Két hónapos rehabilitáció után tért vissza befejezni a produkciót. A baleset fájdalmai alkohol- és gyógyszerfüggővé tették, bélrendszeri problémái ismét kiújultak. Végeredményben egészségi állapota és megjelenése jelentősen leromlott.

### Késői karrierje

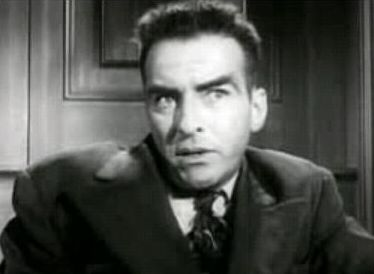
Clift az Ítélet Nürnbergben

A baleset utáni visszatérését "Hollywood történetének leghosszabb öngyilkosságaként" is emlegetik. 1958-ban megkapta az Oroszlánkölykök című háborús filmdráma egyik főszerepét Marlon Brando és Dean Martin mellett. Három évvel később John Huston Kallódó emberek című drámájában volt látható, mely Clark Gable és Marilyn Monroe utolsó filmje is egyben. Monroe - aki szintén súlyos érzelmi problémákkal küszködött - állapotát emlékezetesen írta le Clift: "Az egyetlen általam ismert személy, aki rosszabb bőrben van nálam."
A Freud: a titkos szenvedély forgatásakor önpusztító életmódja már annyira az egészsége rovására ment, hogy az Universal Pictures beperelte a gyakori elmaradása miatt, ami a produkció költségvetését növelte. A film végül számos díját besöpört, de ezek nem Clift alakításának szóltak. Utolsó munkáját az 1966-ban bemutatott The Defectorban kapta.

## Halála
1966. július 22-én Clift a nap nagy részét New York-i villájának hálószobájában töltötte, személyi titkárával, Lorenzo Jamesszel egész nap alig beszélt. Hajnali egykor James „jó éjszakát” ment kívánni. A televízióban a Kallódó emberek ment, James megkérdezte Cliftet, hogy akarja-e nézni, a válasz „abszolút nem” volt. Ez volt az utolsó alkalom, hogy Montgomery Clift beszélt valakivel. Reggel hatkor James fel akarta ébreszteni, de a hálószoba ajtaja zárva volt. James az ajtót nem tudta betörni, ezért egy létra segítségével mászott be a kertre nyíló ablakon. Odabent Clift holtteste fogadta, a színész a hátán feküdve meztelenül volt elterülve az ágyán ökölbe szorított kézzel. Mindössze a szemüvege volt rajta.
A boncolási jegyzőkönyv a halál okaként szívinfarktust tüntetett fel. Nincs rá bizonyíték, hogy Clift bűncselekmény vagy öngyilkosság áldozata lett volna. Egy 15 perces szertartás keretében búcsúztatták a Szent Jakab templomban, a tiszteletadáson részt vett 150 vendég, köztük Lauren Bacall, Frank Sinatra és Nancy Walker. Cliftet a brooklyni Kvéker Temetőben helyezték végső nyugalomra. Elizabeth Taylor − aki Párizsban tartózkodott – virágokat küldött, ahogy Roddy McDowall és Myrna Loy is.

## Magánélete
Életrajzírója Patricia Bosworth szerint "Montynak egyaránt volt viszonya férfiakkal és nőkkel. A balesete után többek között fájdalomcsillapítók rabjává vált és személyisége is megkomorodott. Legmélyebb érzelmi kötődéssel régi barátai iránt viseltetett, rendíthetetlen hűség fűzte, olyan nőkhöz, mint Elizabeth Taylor, Nancy Walker és Libby Holman".

## Fontosabb díjak és jelölések
- Oscar-díj
  - jelölés: legjobb férfi főszereplő - The Search (1949)
  - jelölés: legjobb férfi főszereplő - Egy hely a nap alatt (1952)
  - jelölés: legjobb férfi főszereplő - Most és mindörökké (1954)
  - jelölés: legjobb férfi mellékszereplő - Ítélet Nürnbergben (1962)
- Golden Globe-díj
  - jelölés: legjobb férfi mellékszereplő - Ítélet Nürnbergben (1962)
- BAFTA-díj
  - jelölés: legjobb külföldi színész - Ítélet Nürnbergben (1962)

## Fontosabb filmjei
- 1962 - Freud: a titkos szenvedély (Freud the Secret Passion) - Sigmund Freud
- 1961 - Ítélet Nürnbergben (Judgment at Nuremberg) - Rudolph Petersen
- 1961 - Kallódó emberek (The Misfits) - Perce Howland
- 1960 - Vad folyó (Wild River) - Chuck Glover
- 1959 - Múlt nyáron, hirtelen (Suddenly, Last Summer) - Dr. Cuckrowicz
- 1958 - Oroszlánkölykök (The Young Lions) - Noah Ackerman
- 1957 - Raintree County - John Wickliff Shawnessy
- 1953 - Most és mindörökké (From Here to Eternity) - Robert E. Prewitt közlegény
- 1953 - Termini pályaudvar (Stazione Termini) - Giovanni Doria
- 1953 - Meggyónom (I Confess) - Michael William Logan atya
- 1951 - Egy hely a nap alatt (A Place in the Sun) - George Eastman
- 1950 - A légihíd (The Big Lift) - Danny MacCullough őrmester
- 1949 - Az örökösnő (The Heiress) - Morris Townsend
- 1948 - The Search - Ralph Stevenson
- 1948 - Vörös folyó (Red River) - Matthew Garth

## Fordítás
- Ez a szócikk részben vagy egészben  a   Montgomery_Clift című angol Wikipédia-szócikk fordításán alapul.  Az eredeti cikk szerkesztőit annak laptörténete sorolja fel. Ez a jelzés csupán a megfogalmazás eredetét és a szerzői jogokat jelzi, nem szolgál a cikkben szereplő információk forrásmegjelöléseként.